# Marissa Skell
Pour les articles homonymes, voir Marissa et Skell.
Marissa Skell, née le 26 août 1986  à Islip dans l'État de New York, est une actrice américaine. 

## Filmographie
- 2009 : 1000 Ways to Die (série télévisée documentaire)
- 2009 : Jimmy Kimmel Live! (série télévisée) : la danseuse
- 2009 : Zeke and Luther (série télévisée) : la Stacker Trophy Girl
- 2009 : Reality Hell (série télévisée) : Marissa
- 2009 : The Mentalist (série télévisée) : Mia Westlake
- 2009 : The Cellar : Ashley
- 2009 : Sssleepy Time (court métrage) : Sarah
- 2009 : Sofia & Sam (court métrage) : Sofia
- 2010 : It's Not About Coffee (court métrage) : Jenny
- 2010 : Cinema Salvation : Diana
- 2010 : Esprits criminels (Criminal Minds) (série télévisée) : Shelly
- 2010 : Dexter (série télévisée) : Miranda
- 2010 : General Hospital (série télévisée) : la serveuse NYC (3 épisodes)
- 2010 : T.V. (court métrage) : Dana Maylor
- 2011 : The Man Guide to Being a Dog (série télévisée)
- 2011 : Anyone But Me (série télévisée) : Carey (4 épisodes)[1]
- 2011 : Hold Up (court métrage) : Bonnie
- 2011 : The Pep Talk (court métrage) : Joan
- 2011 : Hunch (court métrage) : Jen Kennedy
- 2011 : Whitey Goes to Compton (court métrage) : la fille sexy #1
- 2011 : Mr. Bobo (court métrage) : Sarah
- 2012 : No Names (série télévisée) : Amber (2 épisodes)
- 2012 : Slumber Party Slaughter : Felicia
- 2012 : 1 Nighter : Annie
- 2012 : Sorority Party Massacre : Paige Harrison
- 2012 : reH rof lliK (court métrage) : Mary
- 2013 : Lookbook (série télévisée) : Erin
- 2013 : Missed Connection (court métrage) : Abby Riley
- 2013 : Sharp : Mandy Becker
- 2013 : Divorcing Jesus (série télévisée) : Jane
- 2014 : Love in the Time of Monsters : Carla
- 2014 : The Suneater (court métrage) : Iris (voix)
- 2014 : Antique Case : Chloe
- 2014-2015 : Cousins (série télévisée) : Rose (3 épisodes)
- 2016 : Te Ata : Margaret
- 2017 : Feud (série télévisée) : la reportère
- 2017 : My Crazy Ex (série télévisée) : Gina
- 2017 : Evil Things (mini-série) : Tina
- 2017 : Watch the Sky : Melissa
- 2017 : My Crazy Sex (série télévisée) : Julie